# Farroupilha
Farroupilha là một đô thị thuộc bang Rio Grande do Sul, Brasil. Đô thị này có diện tích 359,3 km², dân số năm 2007 là 59871 người, mật độ 166,63 người/km².